# Sun King
Sun King – utwór zespołu The Beatles napisany przez Johna Lennona, umieszczony na albumie Abbey Road. 

## Twórcy
- John Lennon – wokal, gitara elektryczna, syntezator Mooga
- Paul McCartney – wokal, gitara basowa
- George Harrison – wokal, gitara elektryczna
- Ringo Starr – perkusja
- George Martin – organy elektroniczne